# BMW na dirkah azijskega prvenstva turnih avtomobilov (ATCS)
Azijsko prvenstvo turnih avtomobilov, angl. Asian Touring Car Series (ATCS), prirejajo od l.2000. Dirke večinoma potekajo v Maleziji, Indoneziji in na Kitajskem. Sprva se je prvenstvo imenovalo Asian Touring Car Championship (ATCC), ki se je l.2001 preimenovalo na Asian Touring Car Series (ATCS). Dirkači tekmujejo v treh razredih: Division 1, Division 2 in Division 3.
- Sezona 2005:

BMW je tekmoval z dirkalnikom BMW 320i in ekipo Engstler Motorsport ter nemškim dirkačem Franzom Engstlerjem, ki je na koncu prvenstva osvojil naslov prvaka med dirkači.
- Sezona 2006:

Dirkač Franz Engstler je ponovno osvojil naslov prvaka z dirkalnikom BMW 320i in ekipo Engstler Motorsport.
- Sezona 2007:

V tej sezoni so nastopili s prenovljenim dirkalnikom BMW 320si in malezijskim dirkačem Fariqem Hairumanom, ki je osvojil naslov prvaka.
- Sezona 2008:

Dirkali so z dirkalnikom BMW 320si in ekipo Engstler Motorsport. Tajski dirkač Jack Lemvard pa je osvojil naslov prvaka.